# Alchini
In chimica organica, gli alchini sono idrocarburi a catena aperta, lineare o ramificata, contenenti un triplo legame carbonio-carbonio, aventi formula molecolare generale CnH2n-2. Il primo alchino, il più semplice, è l'acetilene, H−C≡C−H; in esso i due atomi C che formano il legame triplo sono ibridati sp, e quindi i quattro atomi (HCCH) sono disposti in linea retta. Più in generale, la porzione H−C≡C−C o C−C≡C−C in un alchino è disposta in linea retta nella molecola, salvo piccole deviazioni in caso di particolari ingombri sterici.
Se nella catena i legami tripli sono più di uno, gli idrocarburi risultanti sono detti genericamente poliini (alcadiini o diini, alcatriini o triini, etc.). Se il triplo legame è interno ad un anello di atomi di carbonio (triplo legame endociclico), gli idrocarburi risultanti sono detti cicloalchini. Gli idrocarburi aventi uno o più legami tripli sono detti collettivamente idrocarburi acetilenici, indipendentemente dal tipo di catena, lineare o ramificata, aperta o chiusa.
Il primo membro, l'acetilene (nome sistematico: etino) in condizioni ambiente è gassoso, come pure il secondo, il propino (CH3−C≡CH, detto comunemente metilacetilene). Il terzo membro, con 4 atomi di carbonio, ha due isomeri strutturali, l'1-butino (CH3−CH2−C≡CH, gassoso) e il 2-butino (CH3−C≡C−CH3, liquido molto volatile, p. eb. 27 °C). I tre pentini isomeri sono tutti liquidi volatili.

Alcuni esempi di alchini

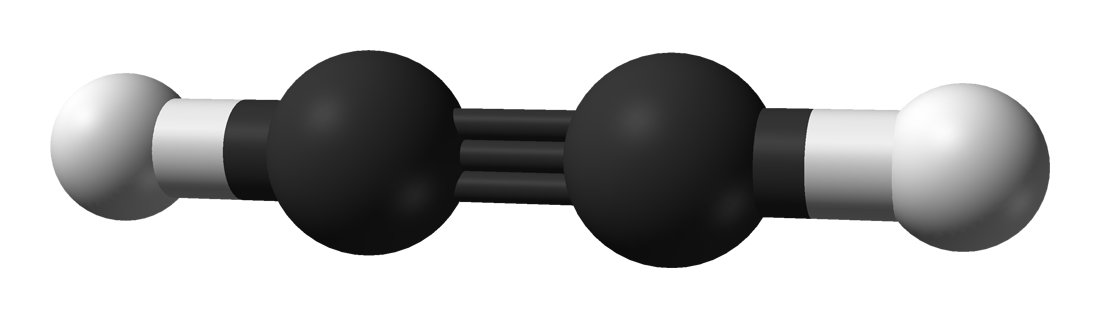
Rappresentazione della molecola dell'acetilene

I due atomi di carbonio coinvolti nel triplo legame presentano orbitali ibridi di tipo sp, questo fa sì che i due atomi uniti dal triplo legame e i due atomi loro immediatamente legati siano tra loro allineati.

## Legame triplo e conseguenze

### Triplo legame e ibridazione
In generale, il triplo legame è composto di un legame σ e due legami π. Negli alchini i due atomi di carbonio adiacenti che formano tra loro tale legame impegnano in esso tre dei quattro elettroni di valenza e il restante elettrone per legare un H o un altro carbonio, formando un altro legame sigma. Quindi, dovendo formare in tutto 2 legami sigma e non avendo coppie solitarie, la loro ibridazione è sp; questa lascia su ciascun atomo 2 orbitali p puri, tra loro ortogonali, che si sovrappongono lateralmente per formare i 2 legami pi-greco. L'ibridazione sp dei due C acetilenici comporta per ciascuno di essi angoli di legame di 180° e quindi strutture lineari.
La presenza negli alchini dei legami pi-greco, più deboli dei legami sigma e che vengono quindi rotti più facilmente, rende gli alchini reattivi in maniera non dissimile dagli alcheni: come questi ultimi, subiscono facilmente reazioni di addizione di idrogeno e di addizione elettrofila, ad esempio addizione di acidi alogenidrici (HCl, HBr, HI), nonché di alogeni, tipicamente di Br2; a differenza degli alcheni, dato che i legami pi-greco sono due, queste reazioni possono essere ripetute fino a dare derivati di alcani (vide infra). Tuttavia, dato che il legame triplo è più corto di un legame doppio, i legami pi-grego degli alchini sono leggermente meno reattivi dei legami pi-greco dei corrispondenti alcheni; in tal modo ad esempio, è possibile far sì che l'addizione di bromo all'4-penten-1-ino avvenga sul solo doppio legame, portando così al 4,5-dibromo-1-pentino.

### Carboniosped elettronegatività
Un atomo di carbonio ibridato sp è alquanto più elettronegativo di uno ibridato sp2 e più ancora di uno ibridato sp3, dato il maggior carattere s degli orbitali ibridi sp rispetto agli sp2 o agli sp3 (50% contro 33,3% o 25%).
Una conseguenza è che gli alchini che presentano un atomo H unito ad un carbonio acetilenico (≡C−H), detti anche alchini terminali, sono apprezzabilmente acidi in soluzione acquosa e che quell'atomo H, per reazione con un idrossido, è facilmente sostituibile da un atomo metallico, formando così dei sali (carburi ionici); nel caso dell'acetilene, questi sali si chiamano acetiluri; tra i più comuni c'è il carburo di calcio CaC2, che veniva usato dagli speleologi per produrre acetilene in situ, per reazione con l'acqua, da bruciare nelle apposite lampade per produrre luce.
Un'altra conseguenza della maggiore elettronegatività del carbonio sp è che, pur essendo gli alchini generalmente piuttosto idrofobici, quelli non simmetrici sono molecole apprezzabilmente polari: il metilacetilene ha momento di dipolo μ = 0,75 D e l'1-esino ha μ = 0,86 D.

## Nomenclatura IUPAC
La nomenclatura IUPAC degli alchini segue regole simili a quella degli alcani, tuttavia occorre evidenziare alcune differenze:
- quando si individua la catena principale della molecola, questa deve includere i due atomi di carbonio coinvolti nel triplo legame.
- il nome che viene dato alla catena principale è simile a quanto previsto per gli alcani, ma il suffisso -ano viene sostituito dal suffisso -ino (etino, propino, butino, pentino, esino, eptino, ottino, ecc...).
- nel numerare la catena principale, il numero più basso possibile dovrà essere assegnato ai due atomi di carbonio coinvolti nel triplo legame.
- nel caso il composto contenga sia un doppio che un triplo legame si usa il suffisso -enino e la numerazione di questa catena inizia dall'estremità più prossima ad un legame multiplo (doppio o triplo che sia), ma nel caso di posizioni equivalenti si assegna il numero inferiore al doppio legame.

## Fonti industriali
L'unico alchino di interesse industriale è l'etino, o acetilene. In passato veniva prodotto per idrolisi del carburo di calcio, a sua volta ottenuto per riscaldamento di carbon coke e ossido di calcio
```
CaO + 3 C  →  CaC
2
 + CO

CaC
2
 + 2 H
2
O  → HC≡CH + Ca(OH)
2
```

Mentre ora si ricorre preferenzialmente alla pirolisi del metano a 1500 °C in condizioni controllate
```
2 CH
4
  →  HC≡CH + 3 H
2
```

L'acetilene è instabile e quindi molto pericoloso da stoccare e maneggiare. Stoccato in bombola, viene stabilizzato aggiungendovi pezzi di pietra pomice saturi di acetone.

## Preparazioni per sintesi
- deidroalogenazione di dialogenuri alchilici geminali o vicinali

```
R-CX
2
-CH
2
-R'  +  KOH fusa  →  R-C≡C-R'

R-CHX-CHX-R'  +  KOH fusa  →  R-C≡C-R'
```

la rimozione di due molecole di HX richiede condizioni piuttosto drastiche (trattamento con potassio idrato fuso o soluzioni molto concentrate di potassio idrato in etanolo a caldo) nelle quali il triplo legame può migrare all'interno della catena formando alchini disostituiti, più stabili.
Una base sufficientemente forte da consentire la reazione senza provocare la migrazione del triplo legame è la sodioammide, prodotto della reazione tra sodio metallico e ammoniaca
```
R-CX
2
-CH
3
  +  NaNH
2
  →  R-C≡CH

R-CHX-CH
2
X  +  NaNH
2
  →  R-C≡CH
```

- sostituzione nucleofila tra un acetiluro ed un alogenuro alchilico

```
H-C≡C
-
 + R-X  → H-C≡C-R + X
-

R-C≡C
-
 + R'-X  → R-C≡C-R' + X
-
```

permette di preparare alchini sostituiti partendo dall'acetilene. Lo ione acetiluro, preparato per reazione tra l'alchino ed una base forte (in genere sodioammide o butil-litio) si va a sostituire all'atomo di alogeno dell'alogenuro alchilico.

## Reazioni tipiche
Come per gli alcheni, anche la maggior parte della reattività degli alchini si esplica attraverso reazioni di addizione al triplo legame. Le reazioni di addizione possono essere lasciate procedere fino all'ottenimento di composti saturi (cioè con atomi legati tra loro solo da legami semplici) oppure essere condotte in condizioni tali da favorire un'addizione parziale, trasformando quindi il triplo legame in un legame doppio.
- addizione di idrogeno (formazione di alcani e di alcheni)

Addizione di idrogeno

avviene a temperature e pressioni non elevate in presenza di catalizzatori metallici quali il platino, il palladio o il nichel, producendo l'alcano corrispondente.
L'idrogenazione dell'alchino è talmente facile che con la maggior parte dei catalizzatori risulta impossibile fermare la reazione prima che questi si trasformi nell'alcano.
Un modo per fermare l'idrogenazione allo stadio di alchene è quello di avvelenare il catalizzatore, cioè trattarlo con sostanze capaci di ridurne l'attività. Un esempio di ciò è offerto dal catalizzatore di Lindlar che consiste in palladio metallico depositato su cristalli di solfato di bario e parzialmente disattivato con chinolina. Tale catalizzatore manifesta ancora una sufficiente attività nei confronti dei tripli legami, ma molto povera nei confronti dei doppi legami che, di fatto, non vengono ulteriormente ridotti. Il catalizzatore inoltre orienta la reazione in modo che da un alchino disostituito si ottenga sempre l'achene cis, cioè quello con i due gruppi più voluminosi sullo stesso lato del doppio legame (si veda formula chimica).
- riduzione con sodio e ammoniaca liquida

```
                           R     H
                            \   /
R-C≡C-R' +  Na + NH
3
   ->    C=C            (alchene 
trans
)
                            /   \
                           H     R'
```

il trattamento dell'alchino con sodio metallico in ammoniaca liquida a -33 °C porta invece all'alchene trans attraverso un meccanismo che prevede due addizioni alternate al triplo legame prima di un elettrone da parte del sodio, quindi di uno ione H+ da parte dell'ammoniaca.
- addizione di alogeni e di acidi alogenidrici

Avvengono in modo analogo a quanto visto per gli alcheni e, come in quel caso, l'orientamento della reazione segue la regola di Markovnikov.
Valgono considerazioni simili a quelle fatte a proposito dell'addizione di idrogeno, ovvero, è possibile fermare l'addizione di alogeno o acido alogenidrico al primo stadio ricorrendo a catalizzatori opportunamente avvelenati o operando a basse temperature. Il prodotto di addizione di una molecola di alogeno forma il trans-dialoalchene.
```
R-C≡C-R' + 2 X
2
 -> RCX
2
-CX
2
R'

                      X     R'
                       \   /
R-C≡C-R'  +  X
2
   ->    C=C            (dialoalchene 
trans
)
                       /   \
                      R     X
```

- addizione di acqua (formazione di chetoni)

Il trattamento di un alchino con acido solforico diluito in presenza di sali di mercurio porta alla formazione di un alcol vinilico, instabile, che si trasforma nel chetone corrispondente
```
                      H     R'
                       \   /
R-C≡C-R'  +  H
2
O  ->    C=C   ->  R-CH
2
-C=O
                       /   \            |
                      R     OH          R'
```

dato che l'addizione avviene secondo la regola di Markovnikov, l'addizione di acqua ad alchini monosostituiti produce sempre i metil-chetoni corrispondenti
```
R-C≡C-H  +  H
2
O  ->   R-C=O
                        |
                        CH
3
```

- idroborazione-ossidazione

È simile nei risultati alla precedente (addizione di una molecola di acqua), salvo che l'addizione avviene secondo un orientamento anti-Markovnikov; con gli alchini monosostituiti produce dunque le aldeidi corrispondenti
```
                      H     H
                       \   /   H
2
O
2
, OH
-

R-C≡C-H  +  BH
3
   ->    C=C        ->       R-CH
2
-COH
                       /   \
                      R     BH
2
```

- ossidazione

Il trattamento con potassio permanganato in soluzione acquosa a freddo porta alla formazione di 1,2-dichetoni
```
R-C≡C-R' + KMnO
4
  -->   R-CO-CO-R'
```

in condizioni più vigorose - ad esempio, scaldando - l'ossidazione procede e porta alla scissione dell'alchino
```
R-C≡C-R' + KMnO
4
  -->   R-COOH + R'-COOH
```

gli alchini terminali in ambiente ossidante possono subire una reazione di accoppiamento (reazione di Glaser)
```
2 R-C≡C-H + O
2
 --> R-C≡C-C≡C-R
```

- polimerizzazione

Gli alchini possono polimerizzare secondo un meccanismo analogo a quanto visto per gli alcheni; in particolari condizioni è stato prodotto in laboratorio il poliacetilene, un polimero la cui struttura è quella un poliene coniugato di migliaia di atomi di lunghezza. Molecole di questo genere sono interessanti in quanto, per drogaggio, diventano conduttori di corrente elettrica.